# Стрик, Плён
Плён Стрик (нидерл. Pleun Strik; 27 мая 1944, Роттердам, Южная Голландия — 14 июля 2022) — нидерландский футболист, защитник.

## Карьера

### В сборной
В сборной Нидерландов Плён Стрик дебютировал 7 сентября 1969 года в отборочном матче чемпионата мира 1970 года со сборной Польши, завершившимся со счётом 1:2. В 1974 году Стрик в составе сборной принял участие в чемпионате мира, на котором не сыграл ни одной минуты, однако завоевал серебряные медали. Своё последнее выступление за сборную Стрик провёл ещё до чемпионата мира 26 мая 1974 года в товарищеском матче со сборной Аргентины, завершившимся победой голландцев со счётом 4:1, причём Стрик стал автором третьего гола своей сборной. Всего же за сборную Плён Стрик провёл 8 матчей, в которых забил 1 гол.
| № | Дата            | Соперник  | Счёт | Голы | Турнир                    |
| 1 | 7 сентября 1969 | Польша    | 1:2  | -    | Отборочный матч к ЧМ 1970 |
| 2 | 22 октября 1969 | Болгария  | 1:1  | -    | Отборочный матч к ЧМ 1970 |
| 3 | 28 января 1970  | Израиль   | 1:0  | -    | Товарищеский матч         |
| 4 | 11 октября 1970 | Югославия | 1:1  | -    | Отборочный матч к ЧЕ 1972 |
| 5 | 11 ноября 1970  | ГДР       | 0:1  | -    | Отборочный матч к ЧЕ 1972 |
| 6 | 4 апреля 1971   | Югославия | 0:2  | -    | Отборочный матч к ЧЕ 1972 |
| 7 | 10 октября 1971 | ГДР       | 3:2  | -    | Отборочный матч к ЧЕ 1972 |
| 8 | 26 мая 1974     | Аргентина | 4:1  | 1    | Товарищеский матч         |

Итого: 8 матчей / 1 гол; 3 победы, 2 ничьих, 3 поражения.

## Достижения

### Командные
Сборная Нидерландов
- Серебряный призёр чемпионата мира: 1974

«Гоу Эхед Иглз»
- Финалист Кубка Нидерландов: 1965

ПСВ
- Чемпион Нидерландов (2): 1975, 1976
- Бронзовый призёр чемпионата Нидерландов: 1970
- Обладатель Кубка Нидерландов (2): 1974, 1976
- Финалист Кубка Нидерландов (2): 1969, 1970